# Elisabetha Fiorini-Mazzanti
Elisabetta Fiorini-Mazzanti (née le 3 juin 1799 à Terracine et morte le 23 avril 1879 à Rome) est une botaniste et écrivaine italienne. Elle est connue pour ses travaux sur la bryologie et les algues. Dans la littérature scientifique, elle est désignée par l'abréviation Fior.-Mazz.

## Premières années
Elisabetta Fiorini-Mazzanti, née à Terracine, en Italie, en 1799, est la fille unique du comte Giuseppe et de Teresa Scirocchi, et sa mère meurt peu après sa naissance.
Le père d'Elisabetta s'est chargé de l'éducation de sa fille unique en lui offrant une bonne éducation en histoire, géographie, littérature et art, ainsi qu'en latin, en français, en anglais et en allemand. Dès sa prime jeunesse, elle développa un intérêt pour la botanique et l'un de ses premiers professeurs fut Giovanni Battista Brocchi (1772-1826). Grâce à lui, elle entre en contact avec d'autres scientifiques de l'époque, notamment Giuseppe De Notaris (1805-1877) qui aura un impact important tout au long de sa vie.
En 1829, elle épousa l'avocat Luca Mazzanti et ils eurent un enfant. En 1842, la comtesse Fiorini-Mazzanti, comme on l'appelait alors, perdit son mari, son père et sa fille unique en l'espace d'un an et devint l'unique héritière des grands domaines familiaux. Elle a adopté et éduqué la jeune comtesse Enrichetta Fiorini, nièce du défunt botaniste Ernesto Mauri, qui deviendra la compagne et l'infirmière de Fiorini Mazzanti au cours de ses dernières années.

## Recherche
En 1831, inspirée par De Notaris, Fiorini Mazzanti publie son ouvrage le plus connu Specimen Bryologiae Romanae, avec une deuxième édition publiée dix ans plus tard en 1841. Cette publication a contribué à encourager l'étude des mousses dans toute l'Italie et la France. Par la suite, elle consacre ses recherches presque exclusivement à l'étude des algues d'eau douce, dont elle a découvert plusieurs espèces. Elle « entretenait également des relations vivantes avec ses pairs et s'intéressait également aux petites réalisations des autres dans le domaine de la botanique ».
On se souvient de Fiorini-Mazzanti comme d'un « chasseur assidu de découvertes botaniques ». Ses publications incluent un petit article de 1874 qui décrit une nouvelle mousse Hypnum formianum, trouvée dans la province de Naples. Son dernier ouvrage, Florula del Colosseo, a été publié peu de temps avant sa mort et décrivait la flore autour du Colisée. Elle avait toujours hâte d'augmenter sa collection de mousses, et recevait des échantillons de nombreux collectionneurs étrangers, recevant même un dernier cadeau de chevet d'un ami allemand des mousses de Mauritanie et de la Ceylan (aujourd'hui Sri Lanka).
À l'âge de 74 ans, Fiorini-Mazzanti participe au congrès botanique de 1874 à Florence, où, bien que fatiguée par le voyage, elle bénéficie de relations personnelles avec des botanistes étrangers, notamment allemands.
Fiorini-Mazzanti vivait habituellement tranquillement à Rome, mais la quittait souvent pendant les mois d'été pour résider dans sa ville natale, l'ancienne ville côtière de Terracine, en Italie.

## Décès
Elle meurt à Rome le 23 avril 1879 et la nouvelle de son décès se répand dans les plus importantes revues botaniques européennes et de nombreuses dédicaces suivirent.
- Giuseppe Balsamo Crivelli (1800-1874) et Giuseppe De Notaris lui consacrent, tous deux, leurs travaux sur les mousses des Alpes lombardes.
- Plusieurs nouvelles espèces ont commémoré son travail avec des noms tels que la mousse Filotrichella Fiorini Mazzantiae.
- Camille Montagne (1784-1866) a consacré le genre Mazzantia en 1855[6].
- Adalbert Geheeb (1842-1909) a souligné qu'avec sa mort, « une ère de la botanique italienne était terminée »[5].

## Adhésions sélectionnées académiques
Elisabetta Fiorini-Mazzanti a été active dans plusieurs sociétés académiques :
- Académie des sciences de Turin
- Société royale de Flore de Bruxelles
- Académie agricole de Pesaro
- Académie Tibérine de Rome
- Académie de Georgofili de Florence
- Académie pontificale
- Académie Léopoldine
- Académie des Lyncéens

## Abréviation scientifique
Fior.-Mazz. est l’abréviation botanique standard de Elisabetta Fiorini-Mazzanti.
Consulter la liste des abréviations d'auteur en botanique ou la liste des plantes assignées à cet auteur par l'IPNI, la liste des champignons assignés par MycoBank, la liste des algues assignées par l'AlgaeBase et la liste des fossiles assignés à cet auteur par l'IFPNI.